# Gea bituberculata
Gea bituberculata är en spindelart som först beskrevs av Tord Tamerlan Teodor Thorell 1881.  Gea bituberculata ingår i släktet Gea och familjen hjulspindlar. Inga underarter finns listade i Catalogue of Life.